# Рудольф Зінценіх
Рудольф Зінценіх (нім. Rudolf Sintzenich; 13 липня 1889, Мюнхен — 24 грудня 1948, Мюнхен) — німецький воєначальник, генерал-лейтенант вермахту. Кавалер Лицарського хреста Залізного хреста.

## Біографія
В 1908 році вступив в Баварську армію. Учасник Першої світової війни. Після демобілізації армії залишений в рейхсвері. З 1 жовтня 1935 року — командир 61-го піхотного полку. З 10 січня 1940 року — польовий комендант 671. З 29 квітня 1940 року — командир 33-ї, з 5 жовтня 1940 року —132-ї піхотної дивізії. 11 січня 1942 року відправлений в резерв. З 1 квітня 1942 року — командир 147-ї резервної дивізії. 23 грудня 1942 року знову відправлений в резерв. З 1 березня 1943 року — інспектор поповнення в Мюнхені. З 13 січня по 1 лютого і з 25 квітня 1944 року — командир дивізії №467, з 26 березня 1945 року — №407. 18 квітня 1945 року захворів і був знятий з посади. 30 квітня 1945 року взятий в полон. 24 грудня 1947 року звільнений.

## Звання
- Фанен-юнкер (1908)
- Лейтенант (23 жовтня 1910)
- Оберлейтенант (1 червня 1915)
- Гауптман (21 серпня 1918)
  - 26 вересня 1919 року отримав патент від 18 квітня 1917 року.
- Майор (1 серпня 1930)
- Оберстлейтенант (1 квітня 1934)
- Оберст (1 березня 1936)
- Генерал-майор (1 грудня 1939)
- Генерал-лейтенант (1 грудня 1941)

## Нагороди
- Залізний хрест 2-го і 1-го класу
- Орден «За військові заслуги» (Баварія) 4-го класу з мечами
- Нагрудний знак «За поранення» в чорному
- Почесний хрест ветерана війни з мечами
- Медаль «За вислугу років у Вермахті» 4-го, 3-го, 2-го і 1-го класу (25 років)
- Медаль «У пам'ять 13 березня 1938 року»
- Медаль «У пам'ять 1 жовтня 1938 року»
- Застібка до Залізного хреста 2-го і 1-го класу
- Лицарський хрест Залізного хреста (15 серпня 1940)
- Медаль «За зимову кампанію на Сході 1941/42»
- Хрест Воєнних заслуг 2-го класу з мечами
- Орден Корони короля Звоніміра 1-го ступеня із зіркою (Незалежна Держава Хорватія)